# September 2020
Dit artikel geeft een chronologisch overzicht van de belangrijkste gebeurtenissen per dag in de maand september van het jaar 2020.

## Gebeurtenissen

### 5 september
- In Soedan wordt voor drie maanden de noodtoestand afgekondigd vanwege zware overstromingen, waarbij zeker 99 doden zijn gevallen en 100.000 woningen zijn beschadigd of verwoest.[1]

### 6 september
- Bij een reeks steekincidenten in de Britse stad Birmingham valt een dode. De dader, een 27-jarige man, wordt de volgende dag aangehouden.[2]

### 7 september
- De orkaan Haishen komt aan land in de Zuid-Koreaanse havenstad Ulsan, na over de zuidelijke Japanse eilanden te zijn getrokken. De Japanse overheid evacueert bijna zes miljoen mensen. Haishen richt ook veel schade aan in Zuid-Korea.[3]
- In het oosten van Ladakh vinden voor het eerst in 45 jaar beschietingen plaats tussen Chinese en Indiase militairen. Het Chinese Volksbevrijdingsleger zegt in een reactie met nieuwe maatregelen te zullen komen.[4]

### 9 september
- Op het Griekse eiland Lesbos brandt het vluchtelingenkamp Moria grotendeels af. Duizenden bewoners van het kamp worden geëvacueerd. Vermoed wordt dat de brand is aangestoken.[5]
- De Britse premier Boris Johnson presenteert een nieuwe brexitwet die ingaat tegen het in januari gesloten akkoord met de Europese Unie. Volgens deze wet gelden er geen extra beperkingen in het goederenverkeer tussen Noord-Ierland en het Verenigd Koninkrijk. Zowel binnen het VK als internationaal wordt Johnsons voorstel scherp veroordeeld.[6]

### 11 september
- In het westen van de Verenigde Staten vallen als gevolg van zware bosbranden zeker 15 doden en zo'n 3000 woningen zijn verwoest. In Californië is een recordhoeveelheid grond verbrand. Een half miljoen mensen zijn geëvacueerd uit Oregon.

### 14 september
- Astronomen melden dat zij in de atmosfeer van Venus een grote hoeveelheid fosfine hebben aangetroffen, wat zou kunnen duiden op de aanwezigheid van micro-organismen.[7]

### 16 september
- In het zuiden van de Verenigde Staten veroorzaakt de orkaan Sally grote wateroverlast. Er valt zeker één dode door de orkaan.[8]

### 18 september
- Uit gegevens van de Johns Hopkins-universiteit blijkt dat het aantal COVID-19-besmettingen de 30 miljoen is gepasseerd. Bijna een miljoen mensen zijn aan de ziekte overleden.[9]

### 22 september
- De Britse premier Boris Johnson maakt nieuwe maatregelen bekend om het aantal besmettingen met COVID-19 terug te dringen. Kroegen en restaurants moeten al om 10 uur 's avonds sluiten, er mogen minder mensen bij elkaar komen en bepaalde indoorteamsporten worden verboden. De maatregelen gaan mogelijk zes maanden duren.[10]
- Uit gegevens van de Johns Hopkins-universiteit blijkt dat er in de Verenigde Staten inmiddels meer dan 200.000 mensen zijn overleden aan COVID-19. De VS zijn al geruime tijd wereldwijd het land met de meeste coronaslachtoffers.[11]

### 23 september
- De Israëlische premier Netanyahu maakt bekend dat het land vanaf vrijdag vanwege COVID-19 voor twee weken in volledige lockdown gaat. Israël is het eerste land ter wereld waar vanwege de coronapandemie voor de tweede keer een algehele lockdown wordt ingesteld.[12]
- De Europese Commissie presenteert een nieuw migratiepact met betrekking tot het verdelen van asielzoekers binnen de EU. Het pact moet onder meer de procedures verkorten en de solidariteit tussen de lidstaten bevorderen. Het plan roept gemengde reacties op.[13]

### 25 september
- Bij een aanval met een machete voor het voormalige kantoor van Charlie Hebdo in Parijs vallen twee gewonden. De hoofdverdachte is een 18-jarige Pakistaan.[14]
- In het oosten van Oekraïne stort in de buurt van Charkov een Antonov An-26 neer tijdens een trainingsvlucht. Van de 27 inzittenden komen er 26 om het leven.[15]

### 26 september
- Op Trafalgar Square in Londen beëindigt de politie een grootschalige demonstratie tegen de COVID-19-maatregelen. Er worden 26 arrestaties verricht en 9 agenten raken gewond.[16]

### 27 september
- In Zwitserland sneuvelt tijdens een referendum het voorstel van de rechts-populistische SVP om een einde te maken aan de afspraken met de Europese Unie over migratie.[17]
- Bij gevechten tussen de legers van Armenië en Azerbeidzjan in de betwiste regio Nagorno-Karabach valt een onbekend aantal doden en gewonden. Azerbeidzjan bevestigt dat het een militaire operatie is begonnen en zegt zeven dorpen te hebben ingenomen.[18]
- In Wit-Rusland wordt voor het zevende weekend op rij massaal gedemonstreerd tegen president Loekasjenko. Enkele honderden demonstranten worden opgepakt.[19]
- De lokale verkiezingen in Roemenië vinden plaats na een uitstel vanwege de coronapandemie. De grootste oppositiepartij PSD verliest in Boekarest. Nicușor Dan wint daar als onafhankelijke kandidaat namens PNL en USR-PLUS. De PSD burgemeester van Deveselu werd herkozen al was hij al tien dagen eerder overleden aan COVID-19.[20]

### 29 september
- In België is na een bijna recordlange formatie van 493 dagen de vorming van een nieuwe regering rond, onder leiding van Alexander De Croo. (Lees verder)[21]

## Overleden
<< · januari · februari · maart · april · mei · juni · juli · augustus · september · oktober · november · december · >>